# Stunt Rigging
Stunt Rigging ist die Planung und Bedienung von Seilsystemen zur dramaturgischen Überhöhung (Behauptung) einer Bewegung.
Stunt Rigging ist die Kunst, darzustellen, wie Menschen durch die Luft fliegen, über den Boden gezogen werden, im Weltraum schweben, wie Superman fliegen, ohne Verletzungen in Hindernisse einschlagen oder übermenschliche Kräfte zeigen. 
Es ermöglicht die sichere Ausführung dynamischer Bewegungen, die gefährlich, unmöglich oder magisch erscheinen.
Stunt Rigging ist eine Zusammenstellung von Seiltechniken unterschiedlichster Disziplinen wie Baumklettertechnik (SKT), Veranstaltungsrigging, Industrieklettern, Sportklettern, Zirkus, Bergsteigen, Höhlenforschung und Segeln.
Das Stunt Rigging wird nicht durch bestimmte Standards geregelt, sondern umfasst die Sachkunde und sichere Anwendung von Ausrüstungen, Techniken und Fähigkeiten aus allen Seiltechnik-Branchen, die kombiniert werden, um bestimmte künstlerische oder akrobatische Effekte zu erzielen.

## Anwendungsbereiche
Das Stunt Rigging findet vorwiegend Anwendung bei Filmproduktionen, Fernsehproduktionen, Theaterproduktionen und Werbefilmproduktionen. 
Eine starke Verwandtschaft besteht zum Aerial Rigging (Theater, Zirkus und Shows), untergeordnet auch zum Funsport (Bungee Jumping, House Running). 
An oder in Stunt-Rigging-Systemen bewegen, hängen oder sind gesichert: Stuntman, Stunt Double für Actionsequenzen, Schauspieler, Darsteller, Model für Spielszenen.

## Hierarchie
Head Stunt Rigger
- sind dem Stuntkoordinator unterstellt
- überwachen die Montage und Bedienung von Riggingausrüstung und Flugsystemen
- beauftragen die Wartung und Inspektion von Riggingsystemen, Geräten, Flugwerken, Absturzsicherungen oder führen sie selbst durch
- planen und koordinieren Rettungsmaßnahmen für die Stuntriggingabteilung
- sind mitverantwortlich für die Planung der Arbeits-, Personal- und Materialkosten in der Stuntriggingabteilung
- erstellen und überprüfen Gefährdungsbeurteilungen für die Stuntriggingabteilung

Stunt Rigger
- sind dem Stuntkoordinator unterstellt und arbeiten unter der Aufsicht des Head Stunt Riggers
- sind bei Stunts und Stuntproben verantwortlich für die Bedienung der Riggingausrüstung und Flugsysteme und stellen sicher, dass diese einwandfrei funktionstüchtig sind
- wirken bei Inspektionen und Wartungen der Rigging-Ausrüstung und dem Ausfüllen der erforderlichen Dokumentationen mit
- sind verantwortlich für die Einhaltung von Richtlinien und Verfahren in Bezug auf Gesundheit und Sicherheit sowie bei der Verwendung technischer Geräte im Gewerk Stunt Rigging

## Organisation
Head Stunt Rigger und Stunt Rigger sind in der Bundesrepublik Deutschland in der German Stunt Association e.V. organisiert. 